# Xã Whitley, Quận Moultrie, Illinois
Xã Whitley (tiếng Anh: Whitley Township) là một xã thuộc quận Moultrie, tiểu bang Illinois, Hoa Kỳ. Năm 2010, dân số của xã này là 660 người.